# Севастьянов, Владимир Георгиевич
Владимир Георгиевич Севастьянов (12 июля 1942 — 6 апреля 2022) — советский и российский химик, специалист в области химии и технологии неорганических материалов, член-корреспондент РАН (2011).

## Биография
Родился 12 июля 1942 года.
В 1964 году окончил Московский химико-технологический Институт имени Д. И. Менделеева (МХТИ).
Заведующий сектором лаборатории энергоёмких веществ и материалов Института общей и неорганической химии имени Н. С. Курнакова РАН (ИОНХ).
С 1994 года преподавал в Московской государственной академии тонкой химической технологии имени М. В. Ломоносова (МИТХТ), а с 2003 года — на кафедре наноматериалов и нанотехнологии в Российском химико-технологическом университете имени Д. И. Менделеева (РХТУ).
В 2011 году избран членом-корреспондентом РАН.
Скончался 6 апреля 2022 года в Москве.

## Научная деятельность
Научные интересы: конструкционные и функциональные неорганические материалы — в том числе высокодисперсные и повышенной чистоты, химические реактивы; дизайн и синтез координационных соединений — прекурсоров неорганических наноматериалов; конструирование летучих комплексов металлов с заданными параметрами парообразования; синтез компонентов композита — высокодиспеpсные оксиды, карбиды, бориды и пр., в объёме и на поверхности изделия; разработка и внедрение ряда базовых технологий химических реактивов и особо чистых химических веществ для авиакосмической отрасли, судостроения, электронной техники, кино- фото-промышленности, здравоохранения, хемосенсорики. Работы по созданию новых высокоэффективных наноматериалов на основе карбида кремния с объёмно-поверхностной защитой композита окислительно-стойкими защитными керамическими, стекловидными и стеклокерамическими покрытиями. Синтез новых рецепторных наноматериалов.
Автор и соавтор около 400 печатных трудов, в том числе 24 патентов на изобретения и авторских свидетельств. Два патента включены в сборник «100 лучших изобретений России» по версии Роспатента.
Подготовил и читал курс лекций «Газофазные процессы получения наноматериалов», вёл практические занятия по курсу «Химия координационных соединений».
Под его руководством защищено 7 кандидатских и 1 докторская диссертации.
Член Экспеpтного совета по неоpганической химии ВАК России, Научного совета РАН по химии высокочистых веществ, диссертационных советов ИОНХ РАН и МИТХТ им. М. В. Ломоносова, член редакционных коллегий журналов «Композиты и наноструктуры» и «Журнала неорганической химии».

## Награды
- Медаль «Ветеран труда» (1990)
- Медаль имени академика М. В. Келдыша Федерации космонавтики России (2002)